# Manuel Stallion

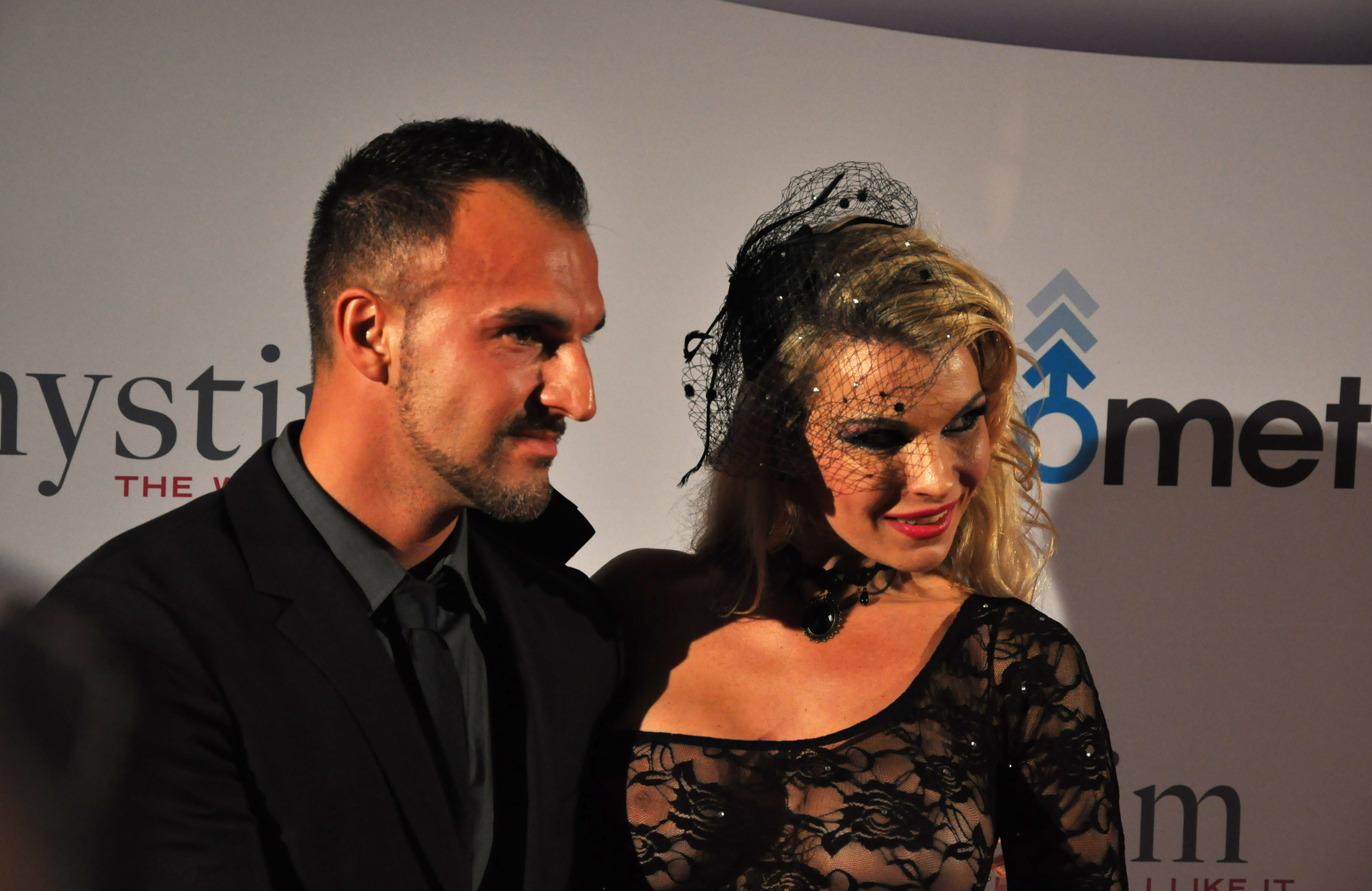
Manuel Stallion gemeinsam mit Aische Pervers bei der Verleihung der Venus Awards 2014

Manuel Stallion (* 1981 in Berlin) ist der Künstlername eines deutschen Erotikdarstellers/-produzenten und Schauspielers.

## Werdegang
Manuel Stallion (auch als Bang-Boss bekannt) begann 2006 während des Jura-Studiums mit der Produktion von Amateurpornos und gilt als erfolgreicher deutscher Amateurdarsteller und erhielt 2013 den Venus Award als bester männlicher Amateurdarsteller.
Manuel Stallion trat auch als Darsteller in Serien wie Familien-Fälle und Familien im Brennpunkt auf. An der Seite von Aische Pervers war er im April 2013 in einer Folge Frauentausch zu sehen und musste sich um die Tauschmutter kümmern. Darüber hinaus berichteten RTL II Spezial. Das Magazin und Exklusiv – Die Reportage über seine Arbeit als Darsteller und Produzent in der Erotikbranche.
Im Oktober berichtete die Bild-Zeitung über Stallions Arbeit als Produzent und begleitete ihn bei einem Pornodreh zusammen mit Katy Young mitten in Berlin.

## Auszeichnungen
- 2013: Venus Award: Bester männlicher Amateurdarsteller[1]

## Fernsehen (Auswahl)
- 2012: Hüllenlos in Berlin, Sport1
- 2013: RTL2 Spezial das Magazin, RTL2
- 2013: Frauentausch (Ausstrahlung am 2. Mai 2013), RTL2
- 2013: Familienfälle – Eine verhängnisvolle Lüge (Hauptrolle), SAT1
- 2013: Familien im Brennpunkt als Hansjörg Wirth, RTL
- 2013: Exklusiv die Reportage – zwischen Hausputz und Sexcasting, Aische und Manu ganz privat, RTL2
- 2014 – Exklusiv die Reportage – Sexmesse Las Vegas – Aische und Manuel im Pornohimmel (Teil 1), RTL2
- 2014 – Exklusiv die Reportage – Sexmesse Las Vegas – Aische und Manuel im Pornohimmel (Teil 2), RTL2
- 2014 – Exklusiv die Reportage – die neue Schule der Lust – Aische und Manuel beim Pärchencoaching, RTL2
- 2014 – Exklusiv die Reportage – Mit heißen Toys zum Höhepunkt – Aische & Manuel testen die neuesten Sextrends, RTL2
- 2014 – Anwälte im Einsatz – Kann das wahre Liebe sein – als Lars Konrad, Sat1
- 2014 – X-Diaries Ibiza – Als Manuel
- 2015 – Verdachtsfälle – Krankenversicherungsangestellte wird von nacktem Mann angegriffen – (Hauptrolle) Alex Gerber, RTL
- 2015 – Berlin – Tag & Nacht – Björn, RTL2
- 2016 – Anwälte & Detektive – Konkurrierendes Mutter-Tochter-Gespann kämpft um neuen Mann – (Hauptrolle) Axel Hartmann, RTL
- 2016 – Auf Streife – Berlin – Alexander Döring, SAT1
- 2017 – Klinik am Südring – Björn Vicent – SAT1
- 2017 – Auf Streife Berlin – Wenn das Bäuchlein klingelt – Daniel Fülling – SAT1
- 2017 – Blaulichtreport – Putzfrau hört Hilferufe aus einem Loft
- 2017 – Frauentausch Hochzeitsspezial
- 2018 – Klinik am Südring – Folge 227 – Andreas Berger
- 2018 – Berlin – Tag & Nacht – Thomas Fuchs